# Tresson
Tresson ist eine französische Gemeinde mit 510 Einwohnern (Stand: 1. Januar 2022) im Département Sarthe in der Region Pays de la Loire. Sie gehört zum Arrondissement Mamers und zum Kanton Saint-Calais (bis 2015: Kanton Bouloire). Die Einwohner werden Tressonais genannt.

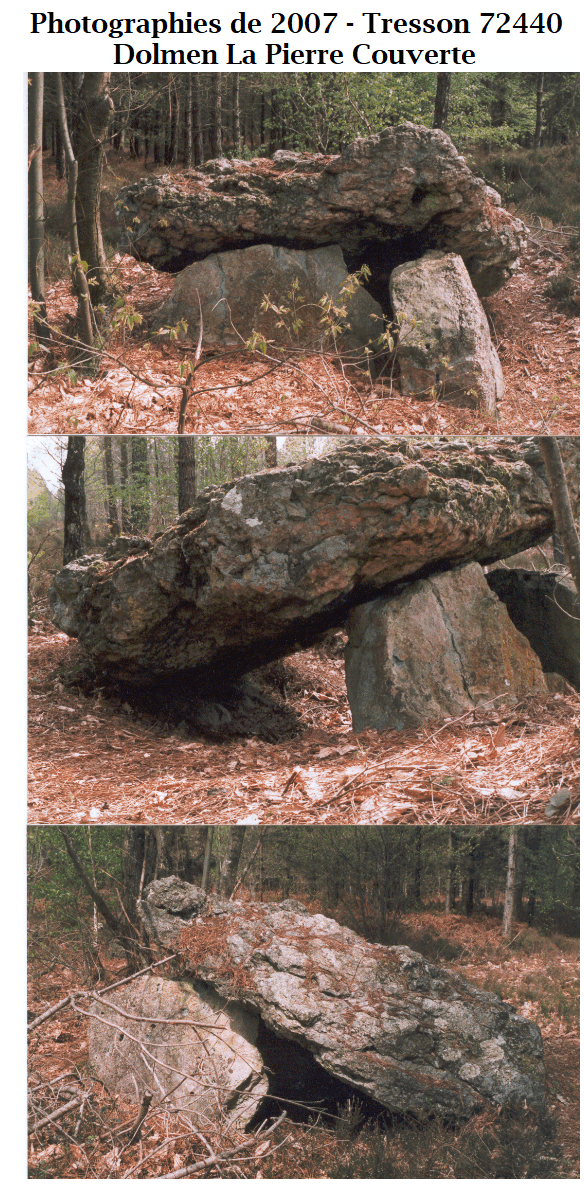
Dolmen de la La pierre couverte

## Geographie
Tresson liegt etwa 25 Kilometer ostnordöstlich von Le Mans am kleinen Fluss Étangsort. Umgeben wird Tresson von den Nachbargemeinden 
- Maisoncelles im Norden,
- Val d’Étangson mit Évaillé im Osten und Sainte-Osmane im Südosten,
- Montreuil-le-Henri im Süden,
- Villaines-sous-Lucé im Westen und Südwesten,
- Val-de-la-Hune im Nordwesten.

## Bevölkerungsentwicklung
| Jahr                      | 1962 | 1968 | 1975 | 1982 | 1990 | 1999 | 2006 | 2013 |
| Einwohner                 | 758  | 663  | 533  | 468  | 407  | 473  | 469  | 462  |
| Quelle: Cassini und INSEE |      |      |      |      |      |      |      |      |

## Sehenswürdigkeiten

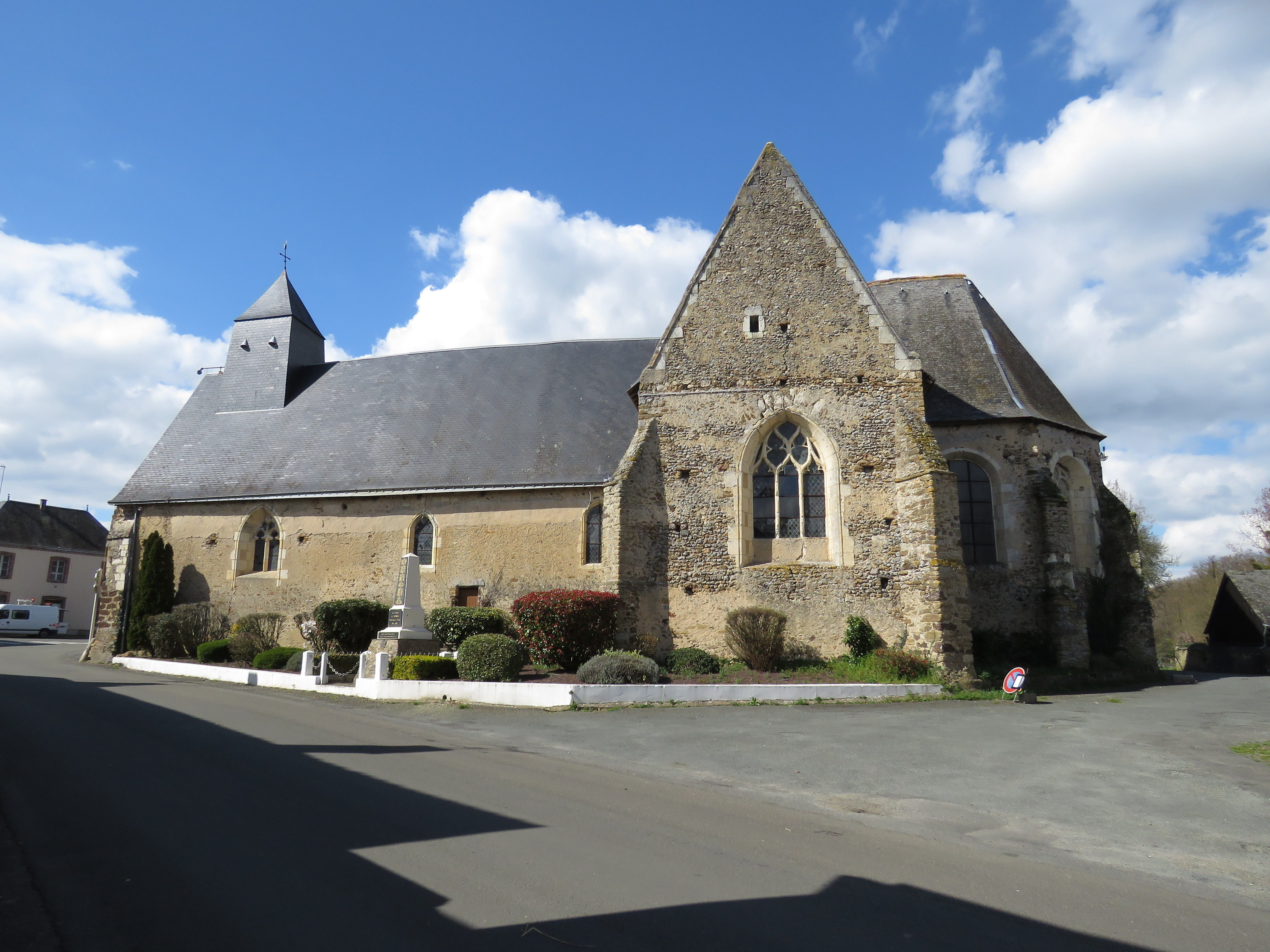
Kirche Saint-Martin

- Kirche Saint-Martin, seit 1969 Monument historique
- Dolmen de la La pierre couverte